# Форсайн, Айда
Айда Форсайн (англ. Ida Forsyne, Ida Forcen) (1 января 1883, Чикаго, Иллинойс — 19 августа 1983, Бруклин, Нью-Йорк) — была афроамериканской танцовщицей водевиля. Она гастролировала по Европе и России до начала Первой мировой войны, популяризировала русские стили танца в европейском и американском водевилях в 1920-х годах и снималась в фильмах 1930-х годов.

## Ранние годы
Айда Форсайн родилась в Чикаго в 1883 году. В детстве она жила со своей мамой и заинтересовалась танцами благодаря тому, что она жила около театра Альгамбра и могла смотреть спектакли c пожарной лестницы. Когда ей было 10 лет, она танцевала в местных кондитерских и на вечеринках за деньги. Во время Всемирной выставки в Чикаго в 1893 году, она исполняла танец «кекуок» за 25 центов в день. Благодаря её танцевальным навыкам, она получила прозвище «королевы кекуока». Когда ей было 14 лет, она сбежала с музыкальной группой, которая называлась «Блэк Бостонианс Кун Таун 400» (Black Bostonians’ Coon Town) и исполняла колыбельную, которая называется «Сонный ребёнок», дуэтом с Рози Грейсон. Эта группа не добилась финансового успеха, поэтому ей пришлось вернуться домой через несколько месяцев.

## Карьера

### Америка
В 1898 году она начала свою профессиональную карьеру. Она выступала с «Трубадурами Чёрной Патти» (Black Patty’s Troubadours) в Чикаго. Она путешествовала по штатам Нью-Йорк и Нью-Джерси с этой группой и танцевала. В 1902 году она выступала с «Компанией Смарт-Сета» (Smart Set Company) и танцевала в «Дни Цирка Дарктауна» " (Darktown’s Circus Day) в 1903 году. Одним из важных достижений Форсайн было её участие в первом межрасовом мюзикле в Америке, который назывался «Южане».

### Западная Европа
В 1905 году Форсайн уехала за границу с музыкальной группой, которая называлась «Школьники Теннесси» (The Tennessee Students), и они гастролировали по Западной Европе один год. Её объявляли как «Топси — известную чёрную танцовщицу» и изображали на афишах группы как главную исполнительницу.
Её уникальные танцы, жизнерадостное лицо и творческий стиль вскоре привели к большому успеху в Европе. Она стала такой популярной, что подписала контракт с одной из самых успешных фирм по поиску талантов в Европе—Агентством Маринелли. Благодаря контракту она осталась в Европе с 1906 по 1914 год. Она провела один год в Мулен Руж в Париже, до того как она начала гастролировать по Англии. Там появился её характерный танец — «танец в картофельном мешке». В этом танце помощник выносил её на сцену в картофельном мешке. В центре сцены она высовывала одну руку из мешка, потом другую и в конце две ноги. Потом она начинала танцевать перед кордебалетом, состоящим из балерин в гриме «блекфейс». Благодаря этому творческому танцу, она стала настолько известной, что её пригласили исполнить «танец картофельного мешка» перед королевой Англии.

### Россия
В 1904 году она гастролировала по России с группой «Гвардия Луизианских амазонок» (Louisiana Amazon Guards). Ей так понравилась Россия, что она решила переехать туда. Она поселилась в Санкт-Петербурге и основала активное творческое общество афроамериканских исполнителей, которые гастролировали по России и Восточной Европе. Известные афроамериканские исполнители Олли Боргуон, Пит Хамптон, Коретта Алфред и Лаура Воумэн также жили в Санкт-Петербурге. Форсайн прожила там 9 лет.
Благодаря её любви к русской культуре, она адаптировала свой танец к стилю русского танца. Её особенно заинтересовала удалая камаринская пляска. Камаринская является русским народным танцем, состоящим из движения «руки в боки, с пятки на носок», присядки, подскока, верчения, хождения по кругу и уникального движения, которое называется притопывание или выкаблучивание (нога ставится то на пятку, то на носок).
В Москве в 1911 году она привнесла элемент Камаринской в свой танец и зрители были просто поражены. Её называли «самая лучшая русская танцовщица всех времён». Камаринские притопывания стали характерным движением Айды, и она заканчивала ими каждый танец. Но, конечно, она изменила камаринские притопывания, чтобы они больше подходили к её энергичному стилю. Например, русские танцоры обычно встают после притопывания и готовятся к следующему притопыванию. Однако Айда оставалась постоянно в присядке и притопывала очень быстро в импровизированном стиле. Она даже притопывала от одной стороны сцены в другую.
Этот энергичный вид танца привёл к большому успеху и популярности Айды. Она продолжила гастролировать по России и Европе ещё 4 года и популяризировала русский стиль танца в европейском водевиле. Форсайн пришлось вернуться в Америку в 1914 году из-за Первой мировой войны.

### Конец карьеры
После возвращения в Америку, Форсайн популяризировала русский стиль танца в американском водевиле и создала новые джазовые танцы, такие как «Идти на Всемирную выставку» (Going to the World’s Fair), «Суи» (Sooey) и «Пинать щебень» (Scratchin’ Gravel). Она работала в Нью-Йорке в престижных театрах, таких как Театр Линкольна и Театр Лафайетт. Русские танцы вышли из моды в 1920 году и ей было трудно найти работу.
Форсайн работала помощницей певицы Софии Тускер с 1920 по 1922 год и даже танцевала в её шоу. Однако этой группе пришлось распасться в 1922 году, потому что чёрные и белые исполнители не могли выступать вместе во многих штатах. С 1924 по 1928 год она работала с несколькими группами, включая Мэми Смит (Mamie Smith), Дасти Флетчер (Dusty Fletler) и Бэсси Смит (Bessie Smith).
Она перестала танцевать в 1930 году и работала прислугой, но время от времени она все ещё участвовала в творческих проектах. В 1930 году она танцевала в фильме «Дочь Конго» (Daughter of the Congo), в 1936 году она снялась в роли жены Ноя в фильме «Зелёные пастбища». В 1951 году она помогла Рутанне Борис и Джорджу Баланчину поставить хореографию танца «кекуок» для их балета.

## Личная жизнь
Она была замужем три раза за Джамсом Франком Дугари, Ушром Хенри Уаттсом и Артором Белтоном Хуббардом. Она умерла в 1983 году в Бруклине, когда ей было 100 лет.